# 수월중학교
수월중학교(水月中學校)는 대한민국 경상남도 거제시 수월동에 있는 공립 중학교이다.

## 학교 연혁
- 2010년 2월 4일 : 수월중학교 설립인가(24학급)
- 2010년 3월 1일 : 개교 및 초대 이은식 교장 취임
- 2010년 3월 4일 : 제1회 입학식(8학급 남 150명, 여 153명 총 303명)
- 2010년 7월 18일 : 현 신축 교사로 이전
- 2010년 10월 14일 : 수월중학교 개교식 개최
- 2013년 2월 15일 : 제1회 졸업식(8학급 남 146명, 여 142명 총 288명)
- 2023년 1월 5일 : 제11회 졸업식(9학급 남 132명, 여 139명) 총 졸업생수 3,117명
- 2023년 3월 2일 : 제14회 입학생(11학급 남 149명, 여 160명 총 309명)
- 2023년 9월 1일 : 제6대 주상현 교장 취임

## 참고 자료
- 수월중학교 - 한국교육학술정보원 학교알리미